# 滇龙胆草
滇龙胆草（学名：Gentiana rigescens）为龙胆科龙胆属的植物，是中国的特有植物。分布在中国大陆的广西、湖南、四川、云南、贵州等地，生长于海拔1,100米至3,000米的地区，一般生于山坡草地、灌丛中、林下和山谷中，目前尚未由人工引种栽培。

## 别名
坚龙胆（中国高等植物图鉴）、苦草、青鱼胆、小秦艽（云南）、蓝花根、炮仗花

## 异名
- Gentiana rigescens Franch. ex Hemsl. var. stictantha Marq.

## 外部連結
- 龍膽 Longdan （页面存档备份，存于） 中藥材圖像數據庫 (香港浸會大學中醫藥學院)